# マザー・シプトン

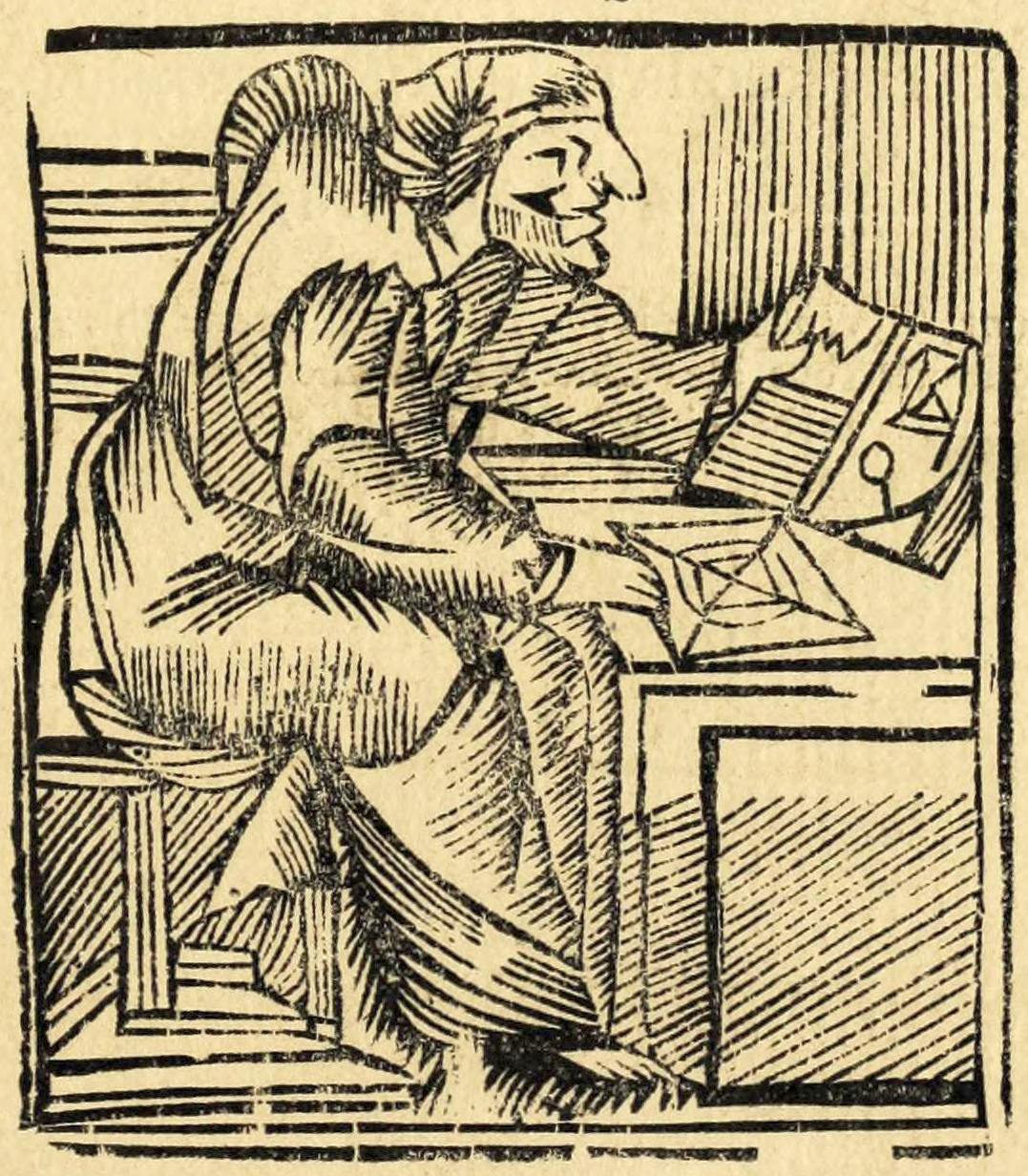
マザー・シプトン

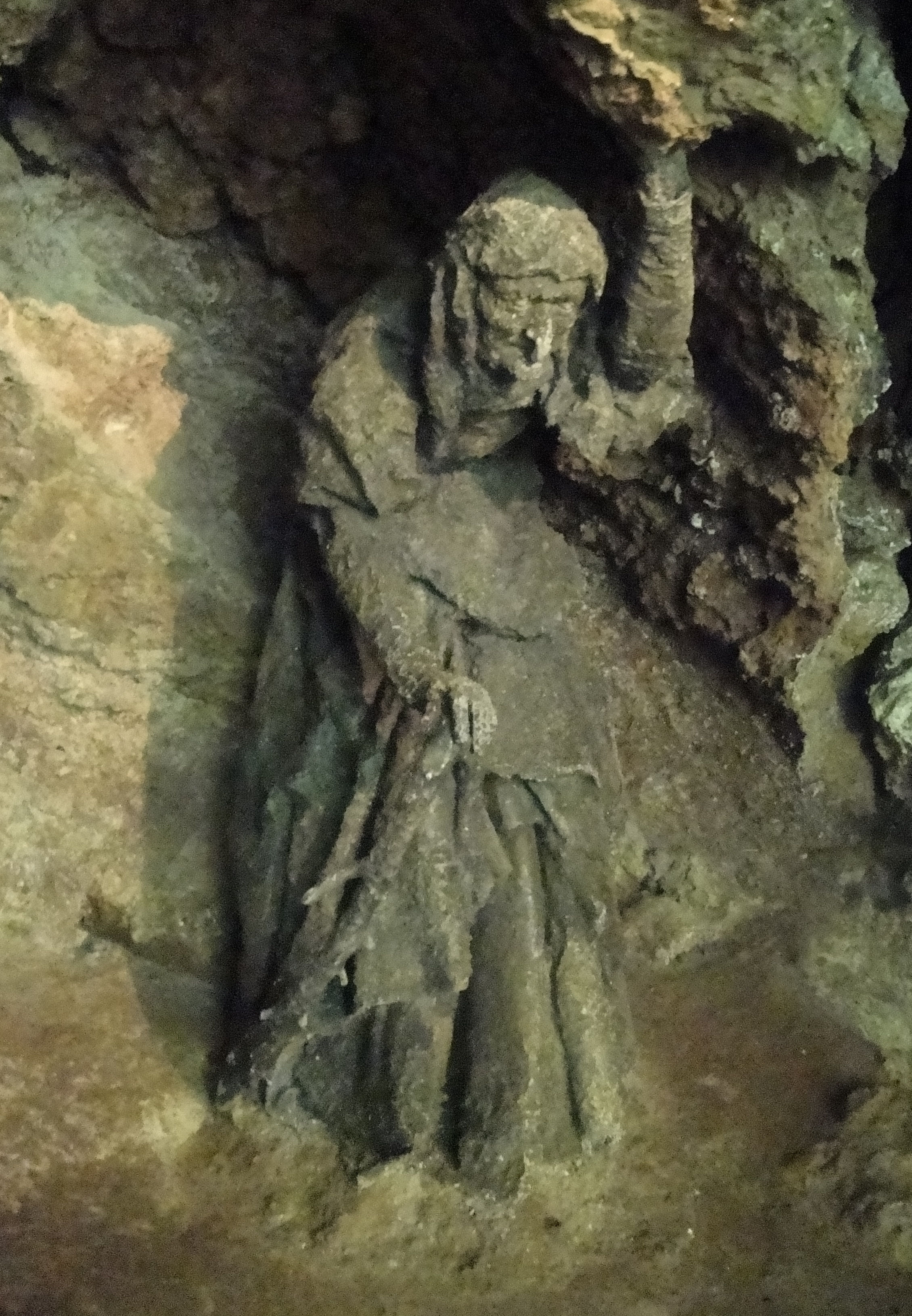
マザー・シプトンの丸彫り

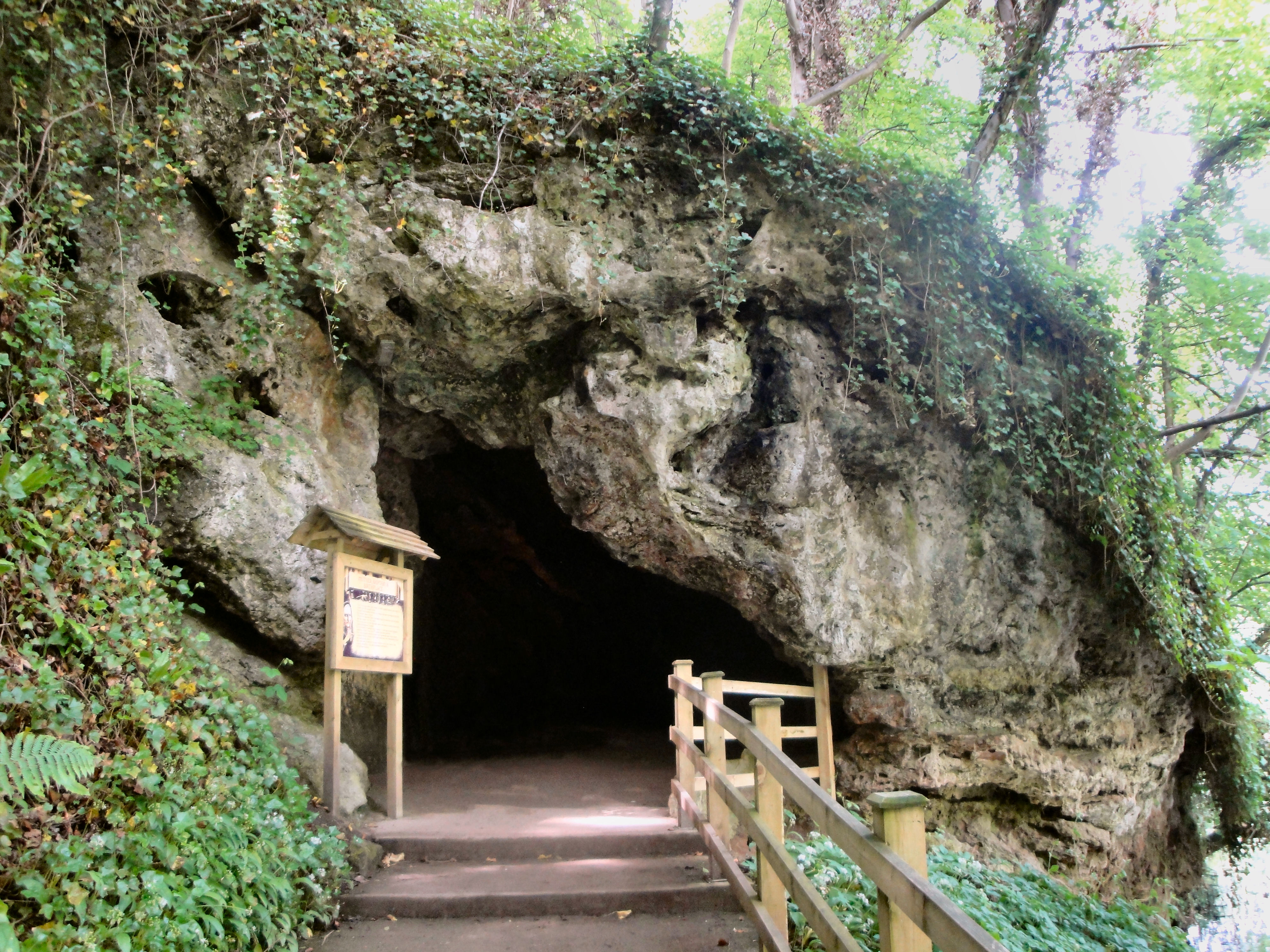
マザー・シプトンの岩穴、Knaresborough

マザー・シプトン、本名ウルスラ・サウセイルないしソンシェル（Mother Shipton; Ursula Southeil or Sonthiel, (伝)1488年頃-1561年）は、イギリスの予言者。多くの歴史的事件を予言・的中させたとされ、その生涯は様々な伝説的挿話に彩られている。しかし、現在では、予言も伝記もほとんどが別人による創作であると見なされている。
シプトンに関する詳細な伝記を最初に紹介したのは、リチャード・ヘッド（Richard Head：1637年?-1686年?）である（『マザー・シプトンの生涯と死』1677年。これは単なる伝記ではなく、「新たに収集された」予言を大幅に増補してマザー・シプトンの予言を全て揃えたと称している点でも特徴的な版である。何度も版を重ねた）。そこでは、彼女の生涯は以下のようなものとして紹介されている。
彼女はヨークシャーのネアズバラで生まれた。その醜い容姿から悪魔の娘と噂された。
資料によれば、ウルスラの母アガサは15歳の孤児で、自活する術もなく貧しく荒れ果て、悪魔の影響下に陥ったアガサは姦淫し、その結果ウルスラが生まれたという。この伝説の変種は、アガサ自身が魔女であり、悪魔を呼び寄せて子供を身ごもらせたと主張している。
あるとき、アガサは地元の判事の前に無理やり連れて行かれたが、それでもウルスラの父親の身元を明かそうとしなかった。アガサの人生とウルスラの出生がスキャンダラスであったため、2人は社会から追放され、ウルスラが生まれた洞窟で最初の2年間を孤独に過ごすことを余儀なくされた。この洞窟にはよく知られたドクロの形をした池があり、その池が物を石に変えるという噂が広まった。洞窟の淵の効果は真の石化のものではないが、鍾乳石が形成される過程に酷似しており、洞窟に残された物体は鉱物の層で覆われ、要するに多孔質の物体が石のように硬くなるまで硬化する。
17世紀の資料によると、クナレスボローの森で2年間一人暮らしをした後、ビバリーの大修道院長が介入した。修道院長はふたりを洞窟から連れ出し、アガサにはノッティンガムシャーにある聖ブリジット修道会の修道院に、ウルスラにはクナレスボローに里親を確保した。アガサとウルスラは二度と会うことはなかった。
ウルスラは成長するにつれて植物やハーブの知識も増え、薬草師として町の人々にとってかけがえのない存在となった。仕事から得た尊敬は彼女に社交の輪を広げる機会を与え、そのとき彼女は地元の大工トビー・シプトンと出会った。
彼女は1512年に24歳でトビー・シプトンと結婚し、生涯を通じて多くの予言をした。2年後の1514年、トビー・シプトンは死に、町はウルスラが彼の死に責任があると考えた。夫を失った悲しみと町からの厳しい言葉によって、ウルスラ・シプトンは平穏を求めて森の中、そして彼女が生まれたのと同じ洞窟に移り住むことになった。
しかし、ヘッドは後に伝記的詳細のほとんどは自分が捏造したものであると告白している。彼女の実証的な伝記は未詳である。
マザー・シプトンの予言として有名なのは次の詩である。
Carriages without horses shall go,
And accidents fill the world with woe.
Around the world thoughts shall fly
In the twinkling of an eye.
The world upside down shall be
And gold be found at the root of a tree.
Through hills man shall ride,
And no horse be at his side.
Under water men shall walk,
Shall ride, shall sleep, shall talk.
In the air men shall be seen,
In white, in black, in green;
Iron in the water shall float,
As easily as a wooden boat.
Gold shall be found and shown
In a land that's now not known.
Fire and water shall wonders do,
England shall at last admit a foe.
The world to an end shall come,
In eighteen hundred and eighty one.
これが交通・通信技術の発達をはじめとする近代化の諸相を表現していることは明白であるが、現在では、この予言は19世紀の偽作と見なされている。17世紀に何度も刊行された彼女の予言書（上記のヘッド版を含む）には、そのような予言は収録されていない。そもそも、17世紀に出されていた彼女の本来の予言書は、散文で書かれた政治色の強いものである。
問題となるのは、それらの予言書の中で最初のものですら、彼女が生きていたとされる時期から100年近く後に出されているという点である（『ヘンリー8世の治世に関するマザー・シプトンの予言』1641年）。ゆえに、刊行時点で過去になっていた的中例も、事後予言であることが疑われている。

## マザー・シプトンの洞窟
現在、彼女の生まれた地とされるネアズバラには、「マザー・シプトンの洞窟」という観光スポットがある。この洞窟の水にはミネラル分が多く含まれているため、池に置いたものはすべて石の層でゆっくりと覆われます。観光客はプールにアイテムを置き、後で戻って石に変わるのを見ることになります。